# Condado de Washington (Wisconsin)
El condado de Washington (en inglés: Washington County), fundado en 1846, es uno de 72 condados del estado estadounidense de Wisconsin. En el año 2008, el condado tenía una población de 117,493 habitantes y una densidad poblacional de 105 personas por km². La sede del condado es West Bend. El condado recibe su nombre en honor a George Washington.

## Geografía
Según la Oficina del Censo, el condado tiene un área total de 1,129 km², de la cual 1,116 km² es tierra y 13 km² (1.16%) es agua.

### Condados adyacentes
- Condado de Fond du Lac (noroeste)
- Condado de Sheboygan (noreste)
- Condado de Ozaukee (este)
- Condado de Milwaukee (sureste)
- Condado de Waukesha (sur)
- Condado de Dodge (oeste)

## Demografía
| 1930   | 1970   | 1980   | 1990   | 2000    |
| ------ | ------ | ------ | ------ | ------- |
| 26.551 | 63.830 | 84.786 | 95.328 | 117.493 |

En el censo de 2000, hubo 117,493 personas, 43,842 hogares y 32,749 familias residiendo en el condado. La densidad poblacional era de 105 personas por km². En el 2000 había 45,808 unidades habitacionales en una densidad de 42 por km². La demografía del condado era de 97.69% blancos, 0,40% afroamericanos, 0.25% amerindios, 0,57% asiáticos, 0,03% isleños del Pacífico, 0.40% de otras razas y 0,66% de dos o más razas. 1.30% de la población era de origen hispano o latino de cualquier raza.

## Localidades

### Ciudades, villas y pueblos
- Addison (pueblo)
- Barton (pueblo)
- Erin (pueblo)
- Farmington (pueblo)
- Germantown (pueblo)
- Germantown (villa)
- Hartford (pueblo)
- Hartford (ciudad) (parcial)
- Jackson (pueblo)
- Jackson (villa)
- Kewaskum (pueblo)
- Kewaskum (villa) (parcial)
- Newburg (villa) (parcial)
- Polk (pueblo)
- Richfield (villa)
- Slinger (villa)
- Trenton (pueblo)
- Wayne (pueblo)
- West Bend (pueblo)
- West Bend (ciudad)

### Áreas no incorporadas
- Allenton
- Colgate
- Hubertus
- Kohlsville
- Mayfield
- Myra
- Rockfield
- Thompson